# Sous-région d'Oulunkaari
La sous-région de Oulunkaari (finnois : Oulunkaaren seutukunta) est une sous-région de l'Ostrobotnie du Nord en Finlande. 
Au niveau 1 (LAU 1 ) des unités administratives locales définies par l'union européenne elle porte le numéro 173.

## Municipalités
La sous-région de Oulunkaari est composée des municipalités suivantes :
| Blason              | Municipalité            |
| ------------------- | ----------------------- |
| Iin vaakuna         | Ii (municipalité)       |
| Pudasjärven vaakuna | Pudasjärvi (ville)      |
| Simon vaakuna       | Simo (municipalité)     |
| Utajärven vaakuna   | Utajärvi (municipalité) |
| Vaalan vaakuna      | Vaala (municipalité)    |

## Population
Depuis 1980, l'évolution démographique de la sous-région de Oulunkaari, au périmètre du 1er janvier 2017, est la suivante:
| Année      | 1980   | 1985   | 1990   | 1995   | 2000   | 2005   | 2010   | 2015   |
| ---------- | ------ | ------ | ------ | ------ | ------ | ------ | ------ | ------ |
| population | 27 776 | 27 845 | 27 518 | 27 510 | 25 858 | 25 189 | 24 577 | 23 855 |